# Grotte de Khao Luang
La grotte de Khao Luang est un site naturel spéléologique géologique. Ce lieu souterrain, qui se situe au sein du parc historique national de Phra Nakhon Kiri (en), est situé dans le changwat de Phetchaburi, subdivision administrative de la « région Centre », en Thaïlande,,,,.
Le site abrite en son cœur le temple bouddhique de Tham Khao Luang, édifié sous l'impulsion du roi thaïlandais Rama IV Mongkut (1851 - 1868), en 2005,,,.

## Données géographiques
La grotte de Khao Luang est située à dix kilomètres de la ville de Phetchaburi, dans le Changwat de Nakhon Si Thammarat, dans la région Sud de la Thaïlande. La formation géologique rocheuse se place également au cœur des montagnes du Tenasserim, lesquelles sont recouvertes par l'épais massif forestier subtropical de Kaya-Karen.

## Climat
Le climat est de type subtropical humide avec une moyenne de température annuelle d'environ 23,5 degrés centigrades et un régime pluviométrique abondant ordonnancé par d'intenses précipitations de moussons estivales.

## Données géologiques et topographiques
Les roches constituant le site naturel de la grotte de Khao Luang sont de type granitique et métamorphique,,,. Par ailleurs, la formation géologique rocheuse est attribuée à l'ère du Carbonifère supérieur, sous-ère du Cénozoïque, et plus précisément, à la sous-période chronostratigraphique de l'Oligocène chattien,. Dans ce cadre montagneux, la cavité souterraine de Khao Luang est localisée à proximité du mont éponyme, le col de Khao Luang. Ce dernier est le plus haut sommet recensé au sein du parc national de Phra Nakhon Khiri. Il culmine à 1 835 mètres d'altitude,,. La grotte a un développement de 250 mètres.

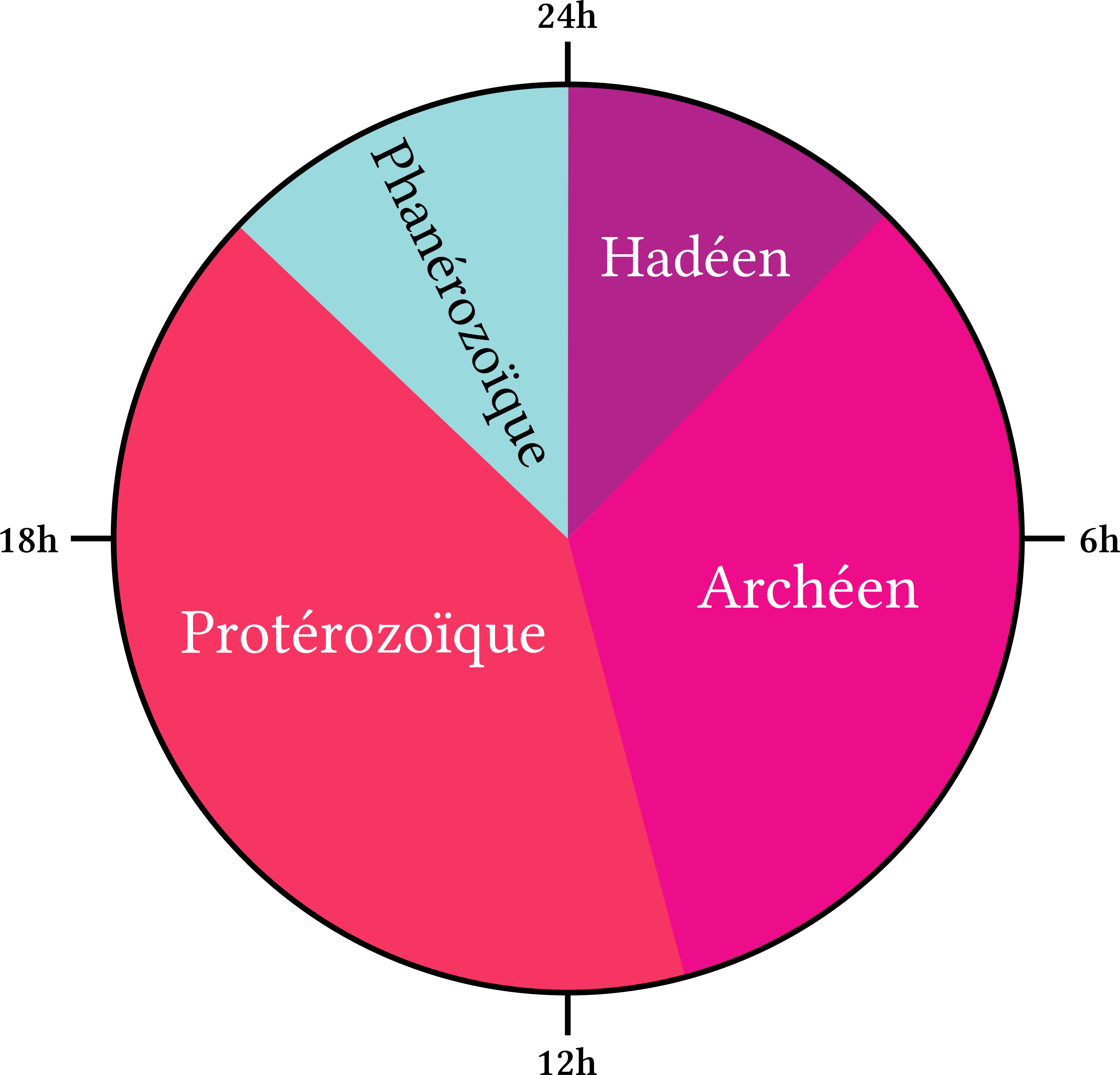
La genèse des montagnes du Tenasserim se situe en haut à gauche de l'échelle des temps géologiques.

Plus spécifiquement, la genèse de la cavité spéléologique de Khao Luang est d'autre part imputable au cours d'eau du Haeo Suwat, l'un des nombreux affluents du fleuve Phetchaburi. Par un processus d'érosion, les chutes d'eau de l'affluent ont creusé dans la roche granitique le site naturel souterrain de Khao Luang,,,.

## Description du site

### Vue d'ensemble

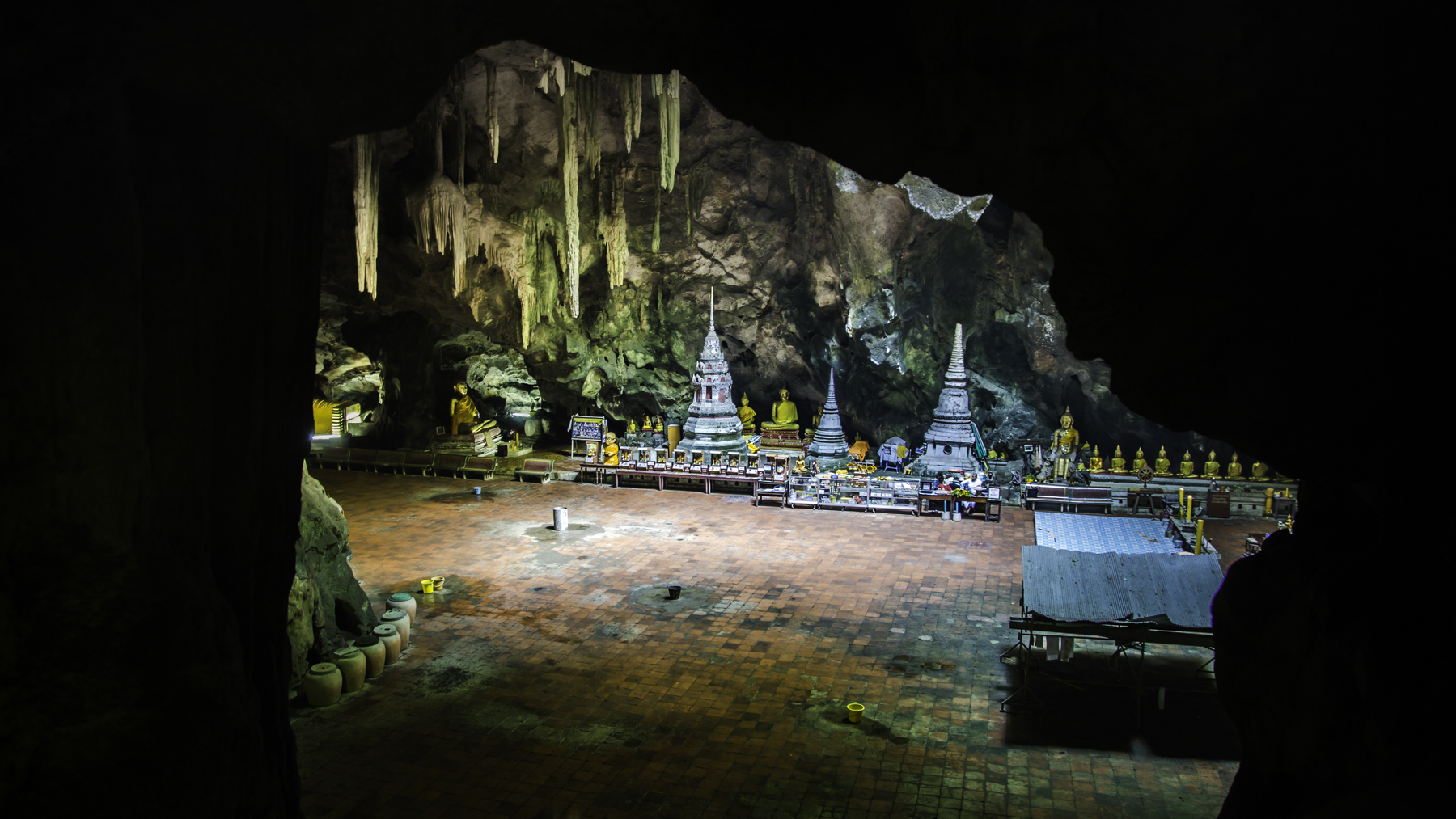
Stalactites à l'intérieur de la grotte de Khao Luang.

La cavité géologique recouvre une longueur d'environ 40 mètres. En outre, le site naturel de Khao Luang est pourvu d'une dimension de 27 mètres dans sa hauteur maximale,,,,. Au cœur de l'ensemble souterrain, s'échelonnent de nombreux stalactites et stalagmites de tailles et de hauteurs variées et formés par un processus naturel de concrétion,,,. Certaines de ces concrétions — de type calcaire — sont dotées d'une pigmentation blanche, tandis que d'autres sont pourvues d'une nuance colorée rouge, bleue, ou encore verte,,,.

### La faune
La faune de la grotte est relativement raréfiée, quoiqu'il soit possible de remarquer certaines espèces de primates telles que les gibbons dits agiles, et de macaques ayant trouvé une niche écologique d'habitat. Toutefois, le taxon animal le plus emblématique du site naturel demeure la chauve-souris,,,,,,.

### La flore
Des essences florales, notamment des espèces d'orchidée et d'arbres dits à gland, surplombent la cavité géologique et formant un tapis végétal de faible densité,,. De ces quelques essences végétales, rares sont les quelques individus taxonomiques ayant trouvé une niche écologique au sein de la grotte qui soit viable et nécessaire à leur croissance. On peut cependant noter qu'un lithocarpus tricentenaire et pourvu d'une bonne taille, siège au centre de la cavité souterraine,,.

## Le temple de Tham Khao Luang
Il s'agit d'un lieu de culte du bouddhisme theravāda édifié lors du règne et sous l'impulsion du souverain thaïlandais Rama IV Mongkut (1851 - 1868). Le Tham Khao Luang (ou en langue thaï : แต่พิจารณาตรวจสอบผลการค้นหาด้านล่างเพื่อดูว่ามีหัวข้อนี้เขียนขึ้นแล้วหรือยัง), fut construit au sein de la grotte de Khao Luang en hommage à ses prédécesseurs et ancêtres de Rama IV,,,,.
Ce lieu de culte se subdivise en trois aires, ou chambres. La première, la plus vaste de par sa taille, s'octroie le statut de principal lieu de pèlerinage et de recueillement religieux du temple. En son milieu trône une sculpture géante de bouddha avoisinant une hauteur totale de 10 mètres. Cet chambre dédiée au culte de bouddha theravāda, est également un haut lieu touristique, à l'instar de la seconde aire du temple. Cette dernière, de taille plus modeste, est agrémentée d'une statue de bouddha de 4,2 mètres de haut. Au total, on dénombre 148 statues de bouddha siégeant au sein de ce complexe cultuel. Enfin, la troisième chambre est quant à elle consacrée à une résidence particulière dévolue aux souverains de la Thaïlande,,,.

Le temple Tham Khao Luang.
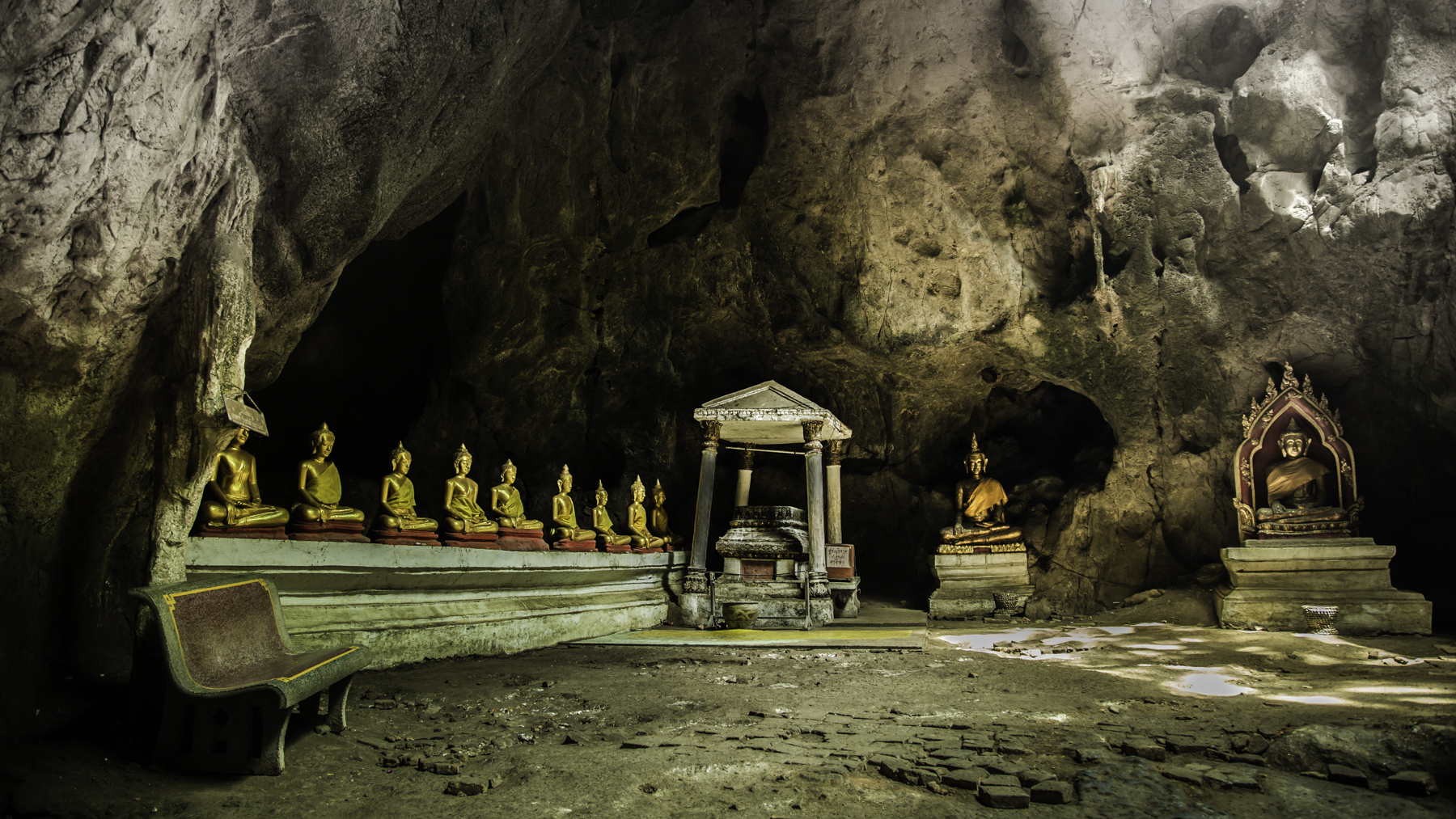
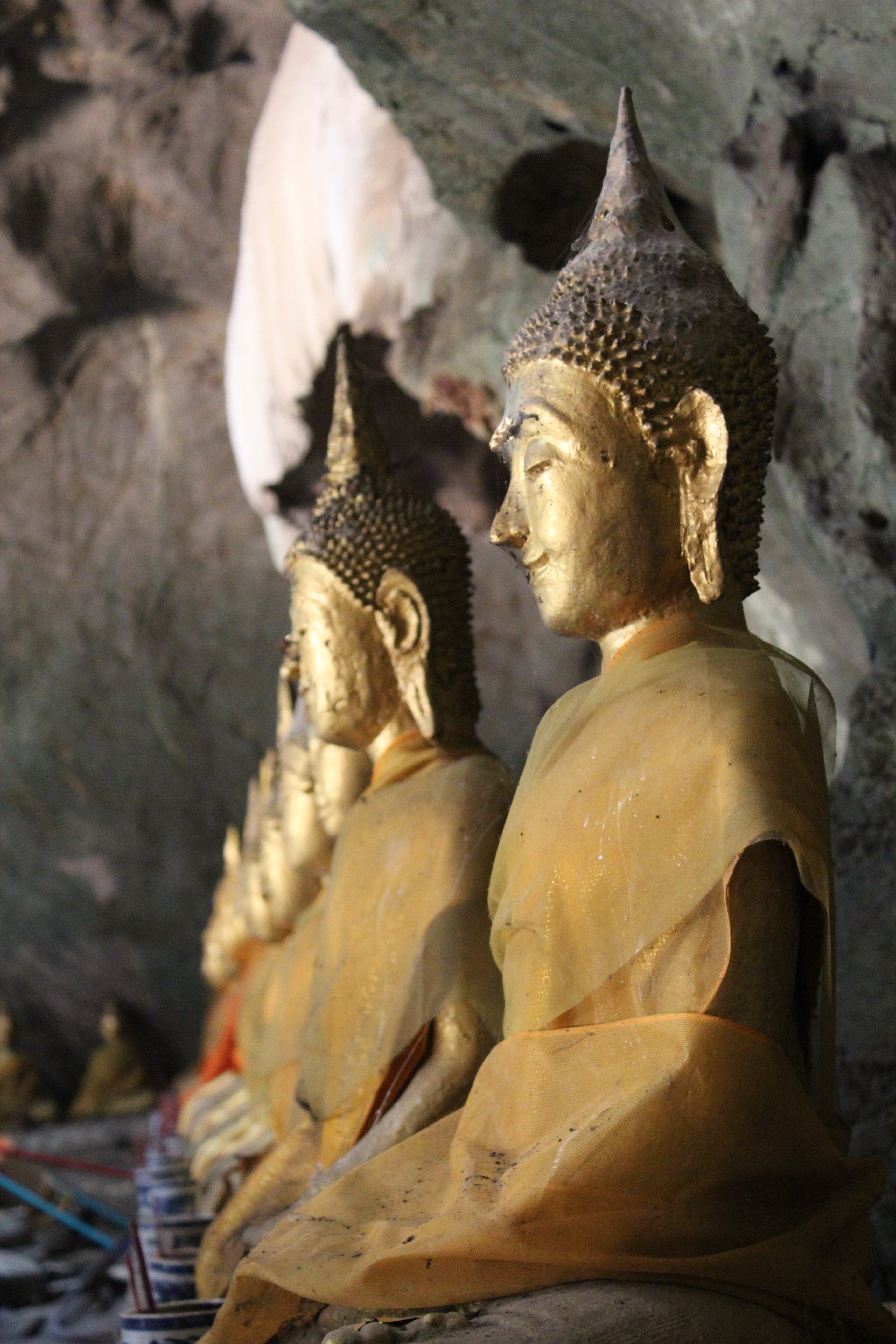